# Economidichthys trichonis
Economidichthys trichonis es una especie de peces de la familia de los Gobiidae en el orden de los Perciformes.

## Morfología
Los machos pueden llegar a alcanzar los 3 cm de longitud total las hembras 2.7 (es el pez de agua dulce más pequeño de toda Europa).
- Número de vértebras: 30-31.[2][3]

## Reproducción
Tiene lugar desde febrero hasta mayo.

## Alimentación
Come invertebrado s.

## Hábitat
Es un pez de Agua dulce, de clima templado y demersal

## Distribución geográfica
Se encuentra en Europa: lagos Trichonis y Lyssimachia (suroeste de Grecia ). 

## Observaciones
Es inofensivo para los humanos. 